# 아랍에미리트의 역사
이 문서는 아랍에미리트의 역사를 기술한다.
영국군이 이 지역에서 철수한 후 1971년 12월 2일에 연방으로 설립되었다. 7개 토후국 중 6개는 1971년 12월 2일에 연합을 선언했다. 7번째 토후국인 라스알카이마는 1972년 2월 10일에 연방에 가입했다. 7개의 토후국은 이전에 19세기에 영국과 체결한 휴전 조약을 언급하여 휴전 국가 로 알려졌다.
아랍에미리트에서 발견된 유물은 125,000년 이상에 걸친 인간 거주, 이주 및 무역의 역사를 보여준다. 이 지역은 이전에 수메르인에게 알려진 마간족이 살았던 곳으로, 해안 도시와 내륙의 청동 광부 및 제련소와 무역을 했다. 인더스 계곡의 하라파 문화와의 풍부한 무역 역사는 보석 및 기타 품목의 발견을 통해 입증되며 아프가니스탄 및 박트리아와 레반트와의 초기 무역에 대한 광범위한 증거도 있다.